# Electron (draagraket)
Electron is de eerste orbitale draagraket van het Amerikaans-Nieuw-Zeelandse bedrijf Rocket Lab. De raket maakte in 2017 zijn eerste vlucht en was in 2018 de eerste zeer lichte raket van een nieuwe generatie commerciële raketten gericht op de small-launch-markt die beschikbaar kwam en was in 2019 en 2020 de tweede in rang op de lijst van meest gelanceerde draagraketten.

## Ontwerp

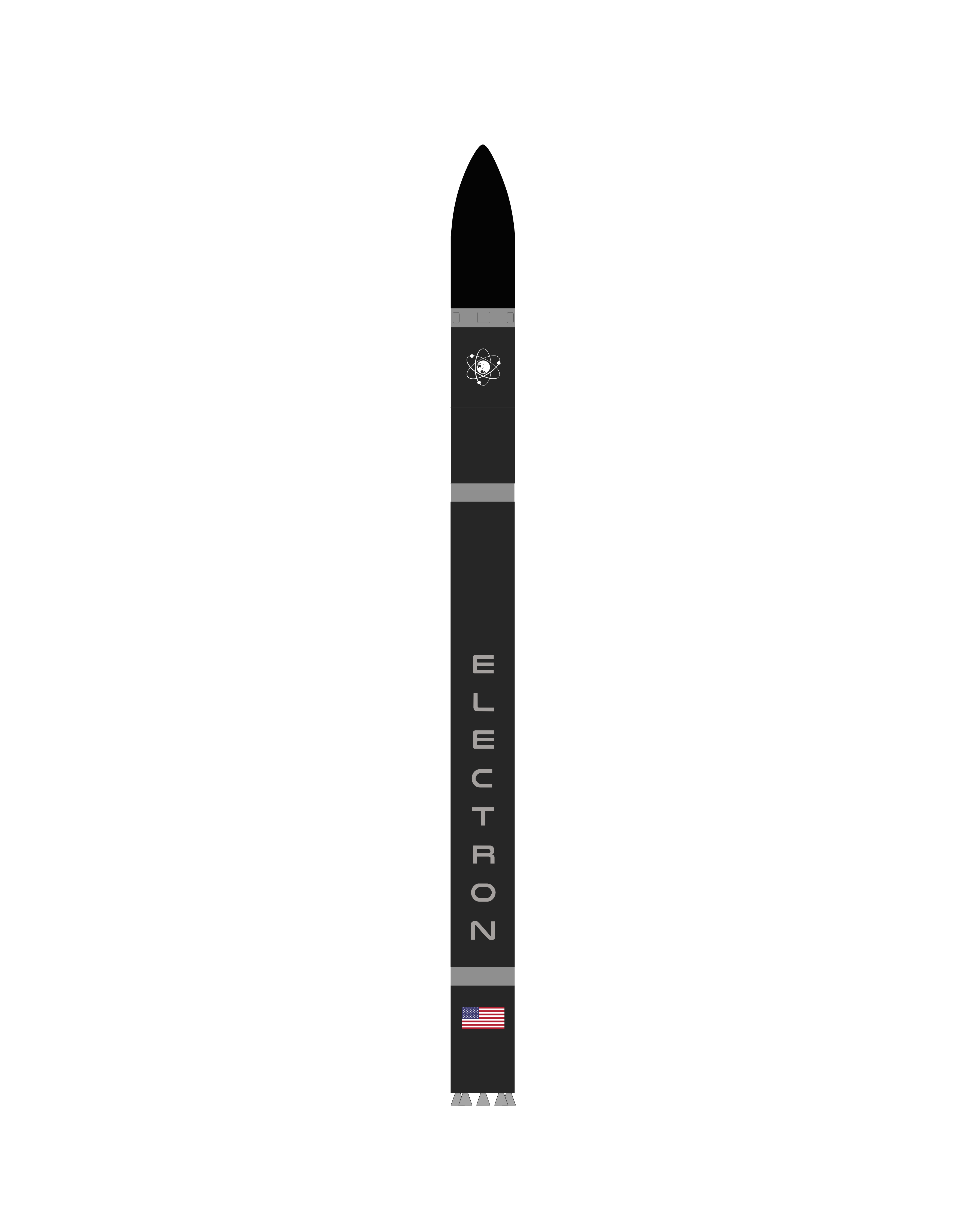
Electron met de kleine neuskegel

Rocket Lab ontwikkelde de tweetrapsraket die bij de introductie in 2017 ladingen tot 150 kg in een 500 km hoge baan in de draairichting van de Aarde kon brengen. Naar lagere banen was de maximum vrachtcapaciteit bij introductie 225 kg. De Electron is 17 meter lang en heeft een diameter van 1,2 meter. De eerste trap wordt met negen door Rocket Lab ontwikkelde betrekkelijk kleine Rutherford-raketmotoren voortgestuwd en de tweede trap met één. Een groot deel van de onderdelen voor de Rutherford wordt in 3D-printers geconstrueerd. De brandstof voor deze motoren is RP-1 (raketkerosine) en vloeibare zuurstof (samen ook wel Kerolox genoemd). Bijzonder aan deze raketmotoren is dat ze een elektrische brandstofpomp gebruiken in plaats van de gebruikelijke turbopomp. Dit spaart gewicht en bevordert de acceleratie. Ook kan de brandstof in de tanks helemaal opgebruikt worden omdat er geen gasgenerator-turbopomp in zit die explodeert wanneer de brandstoftoevoer ineens stopt. Tot enkele jaren geleden was deze techniek nog niet voordelig omdat batterijen die voldoende stroom konden leveren nog te zwaar waren. Pas in 2015 besloot Rocket Lab de raketmotoren met elektrische pomp te ontwikkelen. Twee van de vier accu's die de brandstofpompen van de tweede trap voeden worden wanneer deze leeg zijn afgeworpen zodat ze geen extra ballast meer vormen voor de raket. De motoren worden in Huntington Beach in de Amerikaanse staat Californië geproduceerd. De koolstofvezel raket wordt in Nieuw-Zeeland gebouwd. In oktober 2018 werd in Auckland een nieuwe rakettenfabriek geopend.
Bijzonder aan de Electron is dat de vrachten tijdens de lancering aan maximaal drie g-krachten worden blootgesteld. Dat is minder dan wat ze tijdens het transport per vliegtuig naar de lanceerbasis te verduren krijgen.
Electron-raketten krijgen ook alle een eigen naam. Vaak is dat een humoristische slagzin die iets met de te lanceren vracht te maken heeft.
Sinds de tiende vlucht is de Electron uitgerust met een automatic flight termination system (AFTS) dat de raket automatisch vernietigt wanneer deze zich buiten de vooraf vastgestelde parameters bevindt. Voor (toekomstige) lanceringen vanuit vanuit de Verenigde Staten ontwikkeld Rocket Lab samen met NASA een aangepast AFTS dat ook voor derden beschikbaar komt. De certificatie daarvan liet in 2020 en 2021 lang op zich wachten waardoor de ingebruikname vlucht van Rocket Labs Lanceercomplex LC-2 op de Mid-Atlantic Regional Spaceport op zich laat wachten en enkele lanceringen moesten worden verplaatst naar Nieuw-Zeeland waar dit systeem niet is vereist.

## Curie en Photon kickstages
Na de tweede testvlucht meldde Rocket Lab dat ze in het geheim een kleine, derde rakettrap aan de Electron had toegevoegd. Deze kickstage genaamd Curie maakt het mogelijk om meerdere satellieten in hun ideale baan te brengen. Ook kan de tweede trap daardoor terugkeren in de atmosfeer om zo minder ruimteschroot te veroorzaken. De Curie-motor is een kleine drukgevoede motor die op een monopropellant werkt die een mix is van ammoniumperchloraat, aluminium en polydimethylsiloxaan.
De Curie vormde ook de basis voor de Photon, een kickstage die ook als satellietplatform kan worden ingezet. Hiervoor is de Curie uitgebreid met reactiewielen en zonnepanelen. Satellietproducenten hoeven dan alleen nog maar instrumenten te ontwikkelen en die op de Photon te plaatsten. De Photon verzorgt dan de besturing, elektriciteit en de communicatie met de Aarde. De Photon kan eerst als een Curie-kickstage meerdere satellieten in hun gewenste baan loslaten, waarna deze zijn eigen baan opzoekt en omschakelt naar Photon-satellietmodus.
Rocket Lab ontwikkelde ook een krachtiger versie van de Photon. Deze Photon Lunar is geschikt voor missies naar een baan om de Maan of verder. Hiervoor ontwikkelde Rocket Lab de Hypercurie-motor die krachtiger dan de gewone Curie is. Deze zal gebruik maken van een bi-propellant. Welke stuwstoffen dat zijn is niet gespecificeerd. Tussen de verschillende manoeuvres in kan de accu met de zonnepanelen van de Photon worden bijgeladen waardoor de brandstofpomp met een kleinere accu toekan. De eerste Hypercurrie werd gebruikt voor NASA’s CAPSTONE-missie die een satelliet overgangsbaan naar de Maan bracht. Na afkoppeling van die maansatelliet  volgde de Lunar Photon zijn eigen testtraject.

## Electron Block II
Op 6 augustus 2019 kondigde Peter Beck op de SmallSat conferentie aan de eerste trap van de Electron herbruikbaar te gaan maken. Het ontwerp werd daarvoor aangepast. Ondertussen was ook de stuwkracht van de Rutherford motoren toegenomen hierdoor groeide de nuttige lading voor een 500 km baan van 150 naar 200 kilogram. Naar een lagere baan (200 km) steeg de nuttige lading van 225 naar 300 kilogram. Deze verbeteringen in vrachtcapaciteit zijn voor het overgrote deel aan verbeterde batterijtechniek te danken. Daardoor kunnen de brandstofpompen meer vermogen leveren. Omdat de capaciteit is vergroot biedt Rocket Lab sinds augustus 2020 ook de mogelijkheid van een grotere neuskegel aan. De Electron waarin al deze verbeteringen zijn verwerkt heet de Block II-variant.
Voor het herbruikbaar maken van de eerste trap had men gekeken naar de mogelijkheid tot propulsieve landing (zoals SpaceX dat doet), maar Rocket Lab kwam tot de conclusie dat daarvoor een veel grotere raket nodig is. Daarom zocht men een andere methode. Hiervoor gebruikt men een parachute en vangt de raket vervolgens met een haak onder een helikopter. Deze methode staat bekend als mid-air-capture en heeft zich tijdens het CORONA-programma van de CIA reeds als haalbaar bewezen. Beck gaf als belangrijkste argument dat wanneer eerste trappen, die het grootste deel van de raket vormen, eenmalig kunnen worden hergebruikt, dit al overeenkomt met een verdubbeling van Rocket Labs productiecapaciteit. Het gaat hem dus niet zo zeer om lagere kosten maar om het niet hoeven uitbreiden van zijn productiefaciliteiten.
Sinds de zesde vlucht heeft Rocket Lab meetapparatuur aan boord van de eerste trappen gehad waardoor de technici overtuigd raakten van de mogelijkheid de raket op passieve wijze van Mach 8,5 naar Mach 0,01 af te remmen. Vlucht 8 nam een bergbare datarecorder mee om nog betere metingen te verkrijgen.
De raket van vlucht 10 was flink geüpgraded zodat deze de terugkeerhitte zou kunnen weerstaan. Dit bleek een groot succes. Het grootste obstakel voor het heel terugkrijgen van een booster is wat Peter Beck the wall (letterlijk vertaald: de muur) noemt. De fase waarin een in de atmosfeer terugkerend object aan hete plasmastromen als gevolg van atmosferische compressie en de afremmende kracht van de atmosfeer wordt blootgesteld. Na vlucht 10 meldde hij dat de booster door the wall was gestoten en er in goede vorm uit was gekomen. De booster remde zonder hulpmiddelen af tot een snelheid van minder dan 900 kilometer per uur. Rocket Lab hield de booster gedurende de hele terugkeer in de atmosfeer onder controle. Volgens Beck bewees deze vlucht dat het plan voor het hergebruiken van boosters levensvatbaar is. Tijdens vlucht 11 werd dezelfde re-entry-test herhaald. Omdat tijdens vlucht-10 alle benodigde data al was verzameld, werd tijdens de booster-re-entry van vlucht-11 de camera-stream niet uitgeschakeld (dat werd op vlucht 10 wel gedaan om andere datastromen de ruimte te geven), waardoor er ook live-beelden van de re-entry waren.
De volgende stap naar een herbruikbare booster was het uitrusten met parachutes, waardoor de booster uit zee gevist kon worden en geïnspecteerd. Op 5 februari 2020 plaatste Peter Beck een foto van een prototype parachute op Twitter en schreef daarbij dat ze de week daarop zouden beginnen met drop and catch tests. Op 8 april 2020 publiceerde Rocket Lab beeldmateriaal van het oefenen van de mid-air recovery waarbij een dummy-booster door een helikopter werd afgeworpen en door een tweede helikopter werd gevangen. Rocket Lab wou aanvankelijk vanaf vlucht 17 voor het eerst een booster pogen te bergen, maar vervroegde die eerste poging een vlucht. Op 20 november gebeurde dat met een landing in zee en dus nog zonder inzet van een helikopter. Het bergingsschip van Rocket Lab heet Catch of the Day. Dit werd nog enkele malen herhaald tot men tijdens de 26e vlucht op 2 mei 2022 (UTC) de booster met een Sikorsky S-92-helikopter ving. De helikopter moest om veiligheidsredenen de booster even later in zee laten vallen; de helikopter bleek anders te reageren dan tijdens testvluchten met een dummy-booster. De booster werd daarop alsnog met het schip geborgen. Ook een poging de raket te vangen in november 2022 mislukte. De helikopter verloor het radiocontact met de booster waarop de poging werd afgeblazen. Ook deze rakettrap werd uit zee geborgen. Na onderzoek bleek dat de boosters het zeewater verrassend goed doorstonden. Hierop besloot Rocket Lab een volgende raket nog wat waterbestendiger te maken voor een zeelanding. Het bedrijf wil zo nagaan of een mid-air capture nog wel nodig is.
De eerste trap van Electronraket die op 31 januari 2024 werd gelanceerd en nadien uit zee werd opgevist is de eerste die terug in het voorbereidingsproces voor lancering wordt gebracht. Het is de bedoeling dat deze later in 2024 opnieuw gelanceerd wordt.

## Testvluchten
De eerste lanceringen was in mei 2017. Voorafgaand aan de eerste commerciële lancering zouden drie testvluchten worden uitgevoerd. Na de succesvolle tweede testvlucht was een derde testvlucht echter niet meer nodig.

### Testvlucht 1:It's a Test
In mei 2017 gaf Rocket Lab aan op 21 mei een lanceervenster van tien dagen te openen voor een eerste testvlucht die als vluchtnaam It's a Test kreeg. Na enkele dagen vertraging wegens specifieke weersomstandigheden slaagde Rocket Lab erin z'n eerste Electron op 25 mei in de ruimte te brengen. De beoogde baan om de Aarde werd niet bereikt. De oorzaak daarvan bleek geen probleem van de raket zelf, maar een falen van grondsystemen van een derde partij waardoor de communicatie met de raket weg viel en de vlucht werd afgebroken. Tijdens deze vlucht werden echter wel bijna alle systemen inclusief het flight termination system getest, waardoor de test wel als een succes kan worden gezien.

### Testvlucht 2: Still testing
Op 21 januari 2018 om 01:43 UTC werd met succes de tweede testvlucht van de Electron gelanceerd. 
Rocket Lab kondigde aan dat wanneer deze lancering succesvol zou zijn ze daarna overgaan tot commerciële vluchten. De vlucht heeft de naam Still testing meegekregen en had vier cubesats voor twee klanten aan boord. Het eerste tiendaagse lanceervenster voor deze vlucht opende op 8 december 2017. Op 12 december werd de eerste poging tot lancering twee seconden voor de lancering door de computer afgebroken terwijl de motoren werden gestart. De vloeibare zuurstof in de tanks bleek in het zomerse weer sneller op te warmen dan met de afblaassequentie werd gecompenseerd.
Na atmosferische problemen en een defect in de stroomvoorziening werd in de dagen nadien besloten de vlucht uit te stellen tot begin 2018.
Op 20 januari 2018, de eerste dag van het nieuwe, tiendaagse lanceervenster werd de lancering met nog 54 seconden op de teller verstoord door een “rogue boat”; een boot die de veiligheidscorridor binnen voer. Daarna zaten een kapotte camera en harde wind in de hogere atmosfeer de lancering dwars. Een dag later lukte het Rocket Lab wel om tot een succesvolle lancering te komen. Na afloop kwamen al snel geruchten opgang dat er een geheime vijfde satelliet van Rocket Lab zelf aan boord was geweest. Twee dagen later maakte Peter Beck bekend dat het niet om een satelliet, maar een nieuwe derde trap voor precisie-injectie van satellieten ging.

#### Humanity Star
Ook was er een satelliet genaamd Humanity Star aan boord. Dit was een spiegelbol die bedoeld was om in het zonlicht op te lichten en kort voor zonsopkomst of kort na zonsondergang een van de helderste objecten aan de hemel te zijn. Wanneer deze zichtbaar was, viel op een website te lezen. Humanity Star zou naar verwachting ongeveer negen maanden in een zon-synchrone baan om de aarde blijven cirkelen. De baan van de spiegelbol bleek echter in realiteit sneller te dalen en 22 maart 2018 keerde hij terug en verbrandde in de atmosfeer. Volgens Jonathan McDowell was de versnelde re-entry het gevolg van de voor een satelliet relatief lage massa van de Humanity Star terwijl in een lage baan om de aarde een minimale hoeveelheid lucht aanwezig is die de Humanity Star langzaam afremde. Overigens waren vooral astronomen niet te spreken over de Humanity Star omdat deze het zicht van hun gevoelige telescopen zoals Hubble en de Subaru-telescoop verstoorde.

### Vlucht 3:It's business time
Op 20 april 2018 was Rocket Lab voornemens een veertiendaags lanceervenster voor hun derde vlucht genaamd It's business time te openen. Tijdens de generale repetitie op 15 april ontstond echter een klein, niet gespecificeerd probleem tijdens het tanken van de raket waarvoor de brandweer om procedurele redenen ter plaatse werd geroepen. Rocket Lab besloot de lancering enkele weken uit te stellen. Tussen 23 juni en 6 juli 2018 zou een nieuwe poging tot lancering worden gedaan.
Een poging tot lancering op 23 juni 2018 werd afgebroken toen bleek dat er een probleem met een ontvangststation was. Dat werd in de dagen daarna gerepareerd en toen de weersomstandigheden goed waren werd op 27 juni een nieuwe poging tot lancering worden ondernomen. Dit maal was er een probleem met een motor-controller. Dit was een probleem dat men eerder dacht te hebben verholpen. Rocket Lab besloot daarop het lanceervenster te sluiten en meer onderzoek naar dit probleem te doen. Later werd de vlucht uitgesteld tot november 2018.
Op 11 november 2018 om 3:50 UTC werd de raket gelanceerd. De eerste en tweede trap brachten de vracht bestaande uit 7 kleine satellieten in de ruimte, en Curie zorgde er een kleine drie kwartier later voor dat deze vanuit een elliptische baan in een circulaire baan op zo’n 500 km boven het aardoppervlak terecht kwam waarna de satellieten werden losgelaten. Zowel de tweede trap als de Curie maakten na afloop een de-orbit-manoeuvre.

## Lijst met lanceringen
| Volg nr. | Lanceerdatum en tijd (UTC) | Lanceerplaats | Raketnaam (Uitleg naam) | Vracht en klant(en)                                                                                        | Bijzonderheden | Uitkomst                                                       |
| -------- | -------------------------- | ------------- | --- | --- | --- | -------------------------------------------------------------- |
| 1        | 25 mei 2017                | LC-1A         | It's a test | - | eerste testvlucht | Vlucht afgebroken                                              |
| 2        | 21 januari 2018            | LC-1A         | Still testing | Diversen waaronder Humanity Star                                                                           | tweede testvlucht, eerste gebruik Curie | Succes                                                         |
| 3        | 11 november 2018 3:50      | LC-1A         | It's business time | Diverse CubeSats                                                                                           | - | Succes                                                         |
| 4        | 16 december 2018 6:33      | LC-1A         | This one's for Pickering | ELaNa-19 NASA                                                                                              | 13 CubeSats | Succes                                                         |
| 5        | 28 maart 2019 23:27        | LC-1A         | Two Thumbs Up Ter nagedachtenis aan een pas verongelukt personeelslid | R3D2 DARPA                                                                                                 | 1 techniekdemonstrator voor een uitvouwbare schotelantenne | Succes                                                         |
| 6        | 5 mei 2019 6:00            | LC-1A         | That's a funny looking cactus Gebouwd in New Mexico | STP-27RD, USAF                                                                                             | Drie techniekdemonstrators | Succes                                                         |
| 7        | 29 juni 2019 4:30          | LC-1A         | Make it rain Verwijzing naar de regenrijke zomers in Seattle waar Spaceflight is gevestigd | Meerdere satellieten geboekt via Spaceflight Industries                                                    | 4 satellieten | Succes                                                         |
| 8        | 19 augustus 2019 12:12     | LC-1A         | Look Ma, No Hands! | Spaceflight Industries, UnseenLabs                                                                         | 4 satellieten | Succes                                                         |
| 9        | 17 oktober 2019 1:22       | LC-1A         | As The Crow Flies Verwijzing naar Astro Digitals Corvus-platform | Astro Digital                                                                                              | eerste keer een lanceervenster van een tel, 1 satelliet genaamd “Palisade” | Succes                                                         |
| 10       | 6 december 2019            | LC-1A         | Running Out Of Fingers Tiende vlucht | Alba Orbital, Spaceflight Industries                                                                       | Totaal 7 satellieten. De booster-trap was uitgerust met sensors en besturingshardware voor re-entry tests t.b.v. de ontwikkeling van herbruikbaarheid. Ook was voor het eerst een systeem voor automatische vlucht beëindiging actief. Lancering werd een week vertraagd door een technisch probleem in de lanceerinstallatie | Succes                                                         |
| 11       | 31 januari 2020 2:56       | LC-1A         | Birds of a Feather Verwijzing naar de Amerikaanse zeearend en de kiwi. Vogels die een nationaal symbool van de Verenigde Staten en van Nieuw-Zeeland zijn. En de uitdrukking Birds of a feather stick together (soort zoekt soort) | NROL-151 NRO                                                                                               | (geheime spionage satelliet) | Succes                                                         |
| 12       | 13 juni 2020 05:12         | LC-1A         | Don't stop me now! Ter nagedachtenis aan een overleden medewerker die fan was van Queen | NASA, NRO, UNSW                                                                                            | Uitgesteld van 27 maart wegens de coronacrisis | Succes                                                         |
| 13       | 4 juli 2020 21:19          | LC-1A         | Pics Or It Didn't Happen Wegens de lancering van louter observatie satellieten | Spaceflight Industries                                                                                     | 7 satellieten voor drie klanten van Spaceflight Industries | Mislukt Na 5:41 minuten accelereerde de tweede trap niet meer. |
| 14       | 31 augustus 2020 03:05     | LC-1A         | I can't believe it's not optical | Sequoia-satelliet Capella Space                                                                            | return to flight, debuut Photon | Succes                                                         |
| 15       | 28 oktober 2020 20:21      | LC-1A         | In Focus | negen Super Dove-satellieten van Planet Labs en CE-SAT-2B van Canon Electronics via SpaceFlight Industries | | Succes                                                         |
| 16       | 19 november 2020           | LC-1A         | Return to Sender | Drag Racer BRO-2 BRO-3 APSS-1 24 Spacebees (micro satellieten) tuinkabouter Chompski                       | eerste poging tot terugbrengen booster | Succes                                                         |
| 17       | 15 december 2020           | LC-1A         | The Owls Night Begins | StriX-A | | succes                                                         |
| 18       | 20 januari 2021 7:26       | LC-1A         | Another One Leaves the Crust | OHB Cosmos                                                                                                 | | succes                                                         |
| 19       | 22 maart 2021 22:30        | LC-1A         | They Go Up So Fast | ride share                                                                                                 | diverse satellieten | succes                                                         |
| 20       | 15 mei 2021 11:11          | LC-1A         | Running out of Toes | Blacksky                                                                                                   | twee Black Sky-satellieten | mislukt                                                        |
| 21       | 29 juli 2021 11:11         | LC-1A         | It’s a Little Chile Up Here | STP-27RM (US Space Force)                                                                                  | Return to flight, zou aanvankelijk vanaf LC-2 lanceren | succes                                                         |
| …        |                            |               | | | |                                                                |
|          | 20 september 2024 7:01     | LC-1A         | | 5 IoT satellieten in SSO voor het Franse Kinéis                                                            | 11e raket gelanceerd op een jaar tijd. Een nieuw record voor Rocket Lab | succes                                                         |

## Anomalieën

### Anomalie vlucht 13
Op 4 juli 2020 mislukte de dertiende lancering. Door een defect contact schakelde de tweede trap niet over op zijn tweede paar accu’s waardoor er onvoldoende elektriciteit voor de brandstofpomp was en de motor stil viel. De tweede trap viel daarop met zijn lading terug op Aarde.

#### Vlucht 14,return to flight
Binnen een maand had Rocket Lab de oorzaak gevonden en kondigde op 31 juli 2020 aan in de volgende maand return to flight te maken. Om herhaling van het probleem te voorkomen is het testprotocol zo aangepast dat een soortgelijk defect vooraf wordt gedetecteerd. Ook gebruikte Rocket Lab de periode na de mislukte lancering om upgrades voor prestatieverbeteringen van de raket door te voeren. De return to flight werd op 31 augustus met succes uitgevoerd. Op 3 september vertelde Peter Beck in een live webcast dat de vlucht nog een grote mijlpaal bevatte. Na het afstoten van de Capella-satelliet gaf hij de kickstage een commando waardoor deze in een satelliet veranderde. Het was dus de debuutvlucht van het Photon-satellietplatform.

### Anomalie vlucht 20
Tijdens de twintigste lancering, op 15 mei 2021 ging de tweede trap kort na het starten weer uit. Rocket Lab gaf daarop, bij gebrek aan meer informatie, aan een "telemetrie probleem" te ondervinden. Enkele dagen later bleek dat de boordcomputer een nog niet verder gespecificeerd probleem in de motor had gedetecteerd en de motor veilig had uitgeschakeld. De telemetrie was goed blijven werken en alle data was tijdig gedownload. Op 19 juli 2021 meldde Rocket Lab dat het onderzoek was afgerond en het probleem was verholpen. Door probleem in de ontsteker van de tweede trap kreeg de computer van de motor onjuiste signalen waardoor de motor in de verkeerde richting werd gericht. Hierop werd de motor door de boordcomputer uitgeschakeld. De fout in de ontsteker kon alleen voorkomen bij een specifieke luchtdruk waarde. Rocket Lab was in staat de fout in een simulatie van die situatie opnieuw te laten ontstaan.

### Anomalie vlucht 41
Op 19 september 2023 lanceerde Rocket Lab zijn 41e Electron. Tijdens of direct na het ontsteken van de tweede trap ging er iets mis en begon de raket snelheid te verliezen.
Na zeven weken kwam Rocket Lab met de uitslag van het onderzoek. Er was kortsluiting in het hoogspanningssysteem (500 volt) geweest in de vorm van een vlamboog. Hierdoor ontlaadde de accu en kon de electropomp geen stuwstoffen naar de verbrandingskamer pompen.
De vlamboog kon alleen ontstaan bij een specifieke samenloop van omstandigheden. Iedere factor daarvan is opzichzelf is daarvoor niet genoeg. Om dit in de toekomst te voorkomen is het testprogramma aangepast en zijn er aanpassingen aan de behuizingen van de accu’s doorgevoerd. Op 15 december 2023 werd het lanceren van de Electron met succes hervat.

## Afgeleide: HASTE
Op 17 april 2023 kondigde Rocket Lab een nieuwe raket aan genaamd HASTE, wat staat voor Hypersonic Accelerator Suborbital Test Electron. Deze is sterk rond de technologie van de Electron ontworpen, maar is bedoeld voor hypersonische vluchten door de atmosfeer waarbij testvrachten tot 700 kilogram aan Hypersonische snelheden kunnen worden blootgesteld. Deze werd ontwikkeld omdat de Amerikaanse minister van defensie aangaf een gebrek aan mogelijkheden voor hypersonische tests te hebben. De eerste HASTE-raket was ten tijde van de aankondiging al op LC-2 in Virginia aanwezig.